# Nieuport 27
Le Nieuport Nie 27, ou plus simplement Nieuport 27, est un avion de chasse de conception française qui servit durant la Première Guerre mondiale à partir de l'été 1917.

## Conception
Il fut conçu par Gustave Delage et produit par Nieuport en France et Nieuport-Macchi en Italie. 
Bien que qualifié de chasseur, il fut surtout utilisé pour l'entraînement avancé des pilotes. 
En substance, il fut une tentative d'amélioration du Nieuport 17, mais se trouvait à la traîne des avions alors utilisés au front.
Il fut cependant utilisé par l'Italie, le Japon, les États-Unis, la Pologne, le Royaume-Uni, la Russie, l'Uruguay.

## Utilisateurs
- 87 exemplaires pour la Royal Flying Corps.
- 387 exemplaires pour les États-Unis.
- x... exemplaires pour l'Italie.